# Aimé Maillart
Louis-Aimé Maillart nebo též jen Aimé Maillart (24. března 1817 Montpellier - 26. května 1871 Moulins) byl francouzský hudební skladatel. Je známý svými operami, zejména operou Poustevníkův zvonek (Les Dragons de Villars) z roku 1856.

## Život
Louis-Aimé Maillart se narodil v roce 1817 v Montpellieru (departement Hérault). Jeho otec byl herec v provinčním divadle, který založil i vlastní hereckou agenturu. Roku 1833 Louis nastoupil na pařížskou konzervatoř, kde studoval hru na housle u Guérina a harmonii a skladbu u Aimé Leborna, Jacquese Fromentala Halévyho a Antoina Elwarta. V roce 1838 získal první cenu v oboru fuga a roku 1841 získal Římskou cenu (Prix de Rome) s kantátou Lionel Foscari. Následující tři roky strávil v Itálii. Po návratu do Paříže se věnoval zejména skládání oper v žánru opéra comique.
První z nich byla Gastibelza aneb Šílenec z Toleda, která měla premiéru dne 15. listopadu 1847 jako zahajovací inscenace nového operního divadla s názvem Národní opera (Opéra-National). To založil skladatel Adolphe Adam s úmyslem usnadnit přístup na jeviště novým autorům. Ačkoli libreto nebylo nijak původní ani dramaticky působivé a rovněž interpretace nebyla ideální, opera sklidila značný úspěch. Ovšem s bankrotem divadla o čtyři měsíce později zmizela ze scén i Maillartova prvotina. Další dvě jeho opery se hrály v Opéra-Comique (Lipový mlýn 1849, Mariin kříž 1852), nejslavnější opera jeho kariéry Villarsovi dragouni však měla premiéru v nedávno založeném Théâtre-Lyrique dne 19. září 1856. Tato opera byla brzy hrána v Evropě i v zámoří. Zvláštní popularitě se těšila v Německu pod názvem Das Glöckchen des Eremiten a rovněž v českém prostředí byla hrána pod názvem Poustevníkův zvonek.
Přestože Poustevníkův zvonek ukázal Maillartův talent pro melodii a byl nadšeně přijat publikem, jeho další dvě opery (Katánští rybáři 1860, Lara 1864) jej však nezopakovaly, přestože druhá z nich je nepochybně kvalitativním vrcholem jeho tvorby a měla - díky skutečnosti, že se zakládá na stejnojmenné Byronově básni - větší úspěch na anglosaských scénách. Po těchto neúspěších se věnoval zejména církevní hudbě. Roku 1870 odešel z Paříže před postupujícími pruskými vojsky a zemřel následujícího roku v Moulins (departement Allier) ve věku čtyřiapadesáti let. Je pohřben na hřbitově Père-Lachaise.

## Dílo
- kantáta Lionel Foscara (1841)
- kantáta La Voie sacrée (1859)
- kantáta Le Quinze Août (1860)
- řada mší

### Opery
- Gastibelza aneb Šílenec z Toleda (Gastilbelza ou le Fou de Tolède). Libreto Adolphe-Philippe d'Ennery (vlastním jménem Dennery) a Eugène Cormon (vlastním jménem Pierre-Etienne Piestre) na námět Victora Huga, dramatická opera ve třech dějstvích, premiéra 15. listopadu 1847 v Paříži (Opéra-National)
- Lipový mlýn (Le Moulin des tilleuls). Libreto Julien de Mallian a Eugène Cormon, opéra comique v jednom dějství. Premiéra 9. listopadu 1849 v Paříži (Théâtre de l'Opéra-Comique)
- Mariin kříž (La Croix de Marie). Libreto Lockroy (vlastním jménem Joseph-Philippe Simon) a Adolphe-Philippe d'Ennery, opéra comique ve třech dějstvích. Premiéra 19. července 1852 v Paříži (Théâtre de l'Opéra-Comique)
- Poustevníkův zvonek (Les Dragons de Villars). Libreto Eugène Cormon a Lockroy, opéra comique ve třech dějstvích. Premiéra 19. září 1856 v Paříži (Théâtre-Lyrique)
- Katánští rybáři (Les Pêcheurs de Catane). Libreto Eugène Cormon a Michel Carré na námět Alphonse de Lamartina, drame lyrique ve třech dějstvích. Premiéra 19. prosince 1860 v Paříži (Théâtre-Lyrique)
- Lara. Libreto Eugène Cormon a Michel Carré na námět stejnojmenné básně George Gordona Byrona, opéra comique ve třech dějstvích. Premiéra 21. března 1864 v Paříži (Théâtre de l'Opéra-Comique)